# Slag bij Lincoln (1141)
De Slag bij Lincoln, of de eerste Slag bij Lincoln, vond plaats op 2 februari 1141. Stefanus van Engeland werd tijdens deze slag gevangengenomen, opgesloten en afgezet terwijl keizerin Mathilde voor een korte periode over Engeland heerste.

## Verloop
| A Welshe strijdmacht    | C Alan van Richmond |
| B Robert van Gloucester | D Stefanus          |
| A Welshe strijdmacht    | E Willem van Ieper  |

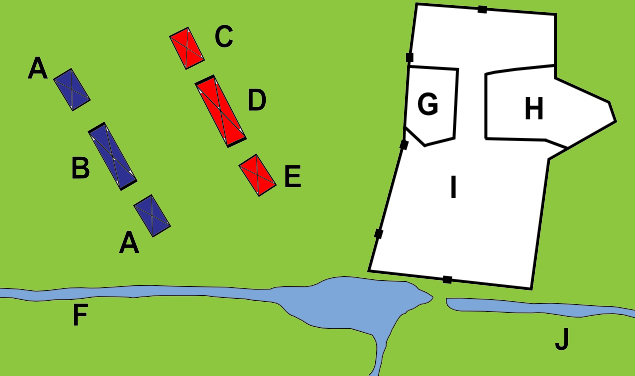
De slag bij Lincoln, 1141:
F Fosse Dyke; G Lincoln Castle; H Kathedraal van Lincoln; I Lincoln (stad); J Witham (rivier)

De strijdkrachten van koning Stefanus van Engeland waren Lincoln Castle – waar Willem, graaf van Lincoln zich samen met zijn halfbroer Ranulf, graaf van Chester had verschanst – aan het belegeren, toen ze zelf op hun beurt werden aangevallen door een ontzettingsmacht die loyaal was aan keizerin Mathilde en werd aangevoerd door Robert van Gloucester, schoonvader van de Ranulf (die de belegering had kunnen ontsnappen om deze ter hulp te roepen), een bastaardzoon van Hendrik I van Engeland en aldus ook Mathilde's halfbroer. Het Angevijnse leger bestond uit de divisies van Roberts manschappen, die van Ranulf, graaf van Chester en van zij die door Stefanus waren onterfd, terwijl er op de flank Welshe troepen waren geplaatst onder leiding van Madog ap Maredudd, Heer van Powys, en Cadwaladr ap Gruffydd. Cadwaladr was de broer van Owain, Prins van Gwynedd, maar Owain zelf steunde geen van beide kampen tijdens dit conflict. Stefanus' strijdkracht telde Willem van Ieper, Simon II de Senlis, Gilbert de Clare, Willem van Aumale, Walram IV van Meulan, Alan van Richmond en Hugh Bigod onder haar rangen, maar schoot duidelijk te kort op het vlak van infanterie.
Toen de strijd een aanvang nam, nam de meerderheid van de hoge adel aan de kant van koning Stefanus de vlucht; het waren echter vooral de graven die waren gevlucht. Toen de troepen van Stefanus nog aan het luisterden waren naar de ver- en aanmaningen van de luitenant van de koning, Baldwin fitz Gilbert, hoorde men reeds de oprukkende vijand en weldra chargeerden de onterfde Angevijnse ridders de cavalerie van de vijf graven. Aan de linkerzijde chargeerden nu ook Willem van Aumale en Willem van Ieper en beukten in op de slecht gewapende Welshe divisie, die "meer moed dan wapenvaardigheid" bezaten, maar werden zelf op hun beurt "op een moment tijd" teruggedreven door de welgeordende strijdmacht van graaf Ranulf, "schitterend in een opvallende wapenrusting". De graven, in aantal overtroffen en -wonnen, werden kort daarop op de vlucht gedreven en velen van hen werden gedood of gevangengenomen. Koning Stefanus en zijn ridders werden alras omringd door de Angevijnse strijdmacht:

Toen zou je het huiveringwekkende gelaat van oorlog aanschouwen, rondom de linie van de koning vonkend vuur uit de botsing van helmen en zwaarden, gruwelijk gekrijs, schrikwekkend geschreeuw; de heuvels weergalmden (ervan), de stadsmuren weergalmden (ervan). Met een aanval van paarden stootten ze op de koninklijke schare, ze doodden enkelen, maaiden anderen neer, sommigen die waren meegesleept namen ze gevangen.
Geen rust, geen adempauze werd hun gegeven, tenzij op die plaats waar de moedigste koning stond, met de vijanden terugdeinzend voor de onvergelijkbare kracht van zijn slagen. Zodra nu de graaf van Chester dit vernam, de glorie van de koning benijdend, heeft hij zich met al het gewicht van zijn gewapende mannen op hem gestort. Toen werd de dodelijke macht van de koning duidelijk, met een grote dubbele bijl deze dodend, anderen uit elkaar scheurend.
Toen verhieven zich nieuwe strijdkreten, allen naar hem, hij naar allen (lopend). Uiteindelijk werd de koninklijke dubbele bijl door talrijke slagen gebroken. Vervolgens met zijn rechterhand zijn zwaard, een koning waardig, getrokken, voerde hij bewonderenswaardiger de strijd verder, totdat het zwaard werd gebroken.

Dit ziend stormde Willem Kahamnes [i.e. Willem de Keynes], de sterkste ridder, op de koning af, en (hem) bij zijn helm vastgrijpend riep hij: "Allen hierheen, hierheen! Ik hou de koning vast!"— Roger van Hoveden, Chronica 1141.

Andere belangrijke rijksgroten die samen met de koning werden gevangengenomen waren Baldwin fitz Gilbert, Bernard de Balliol, Roger de Mowbray, Richard de Courcy, Willem Peverel van Nottingham, Gilbert de Gant, Ingelram de Say, Ilbert de Lacy en Richard fitz Urse, allemaal mannen uit gerespecteerde families.
De rest van zijn divisie vocht verder zonder hoop op ontsnapping, totdat allen waren gedood of zich hadden overgegeven. Baldwin fitz Richard, die "met vele wonden doorboord, door vele slagen uitgeput (opgelopen) terwijl hij zich roemrijk verweerde, eeuwigdurende glorie verdiende", en Richard fitz Urse werden gevangengenomen.
Na hevige gevechten in de straten van de stad, werden de troepen van Stefanus verslagen. Stefanus zelf werd gevangengenomen en meegenomen naar Bristol, waar hij werd opgesloten. Hij werd vervolgens uitgewisseld voor Robert van Gloucester, die was gevangengenomen tijdens de slag bij Winchester in september 1142, waarmee een einde kwam aan Mathilda's korte regering.

## Primaire bronnen
- Gesta Stephani (12e eeuw) (ed. R.C. Sewell, 1846, pp. 70-71; trad. K.R. Potter, 1976).
- Hendrik van Huntingdon, Historia Anglorum VIII 13-19 (ed. T. Arnold, 1879, pp. 268--275; trad. D.E. Greenway, 1996).
- Johannes van Worcester, Chronicon 1141 (trad. P. McGurk, 1998).
- Ordericus Vitalis, Historia Ecclesiastica XIII 42 (ed. A. Le Prévost, 1855, pp. 124--130; trad. M. Chibnall, 1968-1980).
- Robert van Torigni, Chronicon 1141 (ed. L. Delisle, 1872, pp. 220-225).
- Roger van Hoveden, Chronica 1141 (ed. W. Stubbs, I, 1868, pp. 199-205).
- Willem van Malmesbury, Historia Novella, p. 49 (trad. K.R. Potter, 1998)